# کیتی ایرلند
 کیتی ایرلند (انگلیسی: Kathy Ireland؛ زادهٔ ۲۰ مارس ۱۹۶۳) بازیگر، مانکن، و نویسنده اهل ایالات متحده آمریکا است.
از فیلم‌ها یا برنامه‌های تلویزیونی که وی در آن نقش داشته‌است، می‌توان به اسلحه پر ۱ و زبری لازم اشاره کرد.